# Jan Isner
Jan Isner (łac. Joannes Isnerus, ur. ok. 1345 w Raciborzu, zm. 25 maja 1411 w Krakowie) – teolog i pierwszy profesor katedry teologii na Uniwersytecie Krakowskim. 
Studiował na uniwersytecie Kazimierza Wielkiego, a następnie w Pradze. Tytuł doktora artium otrzymał w roku 1376. Na odnowionej Akademii Krakowskiej wykładał w latach 1401-1411. Wśród jego uczniów byli m.in. Stanisław ze Skarbimierza, Jakub z Nysy i Mikołaj z Pyzdr. W 1409 ufundował pierwszą Bursę Ubogich na rogu ulic Gołębiej i Wiślnej w Krakowie dla studentów z Litwy i Rusi i przekazał jej swój prywatny księgozbiór. Napisał komentarz do Fizyki Arystotelesa, a także kazania i dzieła teologiczne m.in. Expositio missae.